# Francois Amédée
Francois Amédée   (París, 1 d'octubre de 1784 - París, 1833) va ser un compositor francès.
François Amédée és considerat fill il·legítim de l'actor Nicolas-Médard Audinot (1732-1801). Tot el que se sap de la seva vida és que va treballar com a compositor al "Théâtre de l'Ambigu-Comique" des de 1830 fins a 1831.

## Obres
Amédée va crear 53 obres escèniques (llista completa a H. Duval 1860), que es van representar entre 1818 i 1832. La majoria són melodrames i estaven destinats a l'escenari del "Théâtre de l'Ambigu-Comique" (la música de totes aquestes obres sembla que s'ha perdut). A les obres de referència només s'esmenten dos títols i gairebé sempre s'atribueixen incorrectament a M.-J. Atribuït a Adrien o a un dels seus germans: Élodie ou La Vierge du monastère de Víctor Henri-Joseph Brahain Ducange, mélodrame 3 actes (10 gen. 1822 P., Théâtre de l'Ambigu-Comique), Libr. 1822. Le Fou (Antony Béraud/Gustave Drouineau/Alexis Decomberousse), drama 3 actes (12 de març de 1829 ibid.), Libr. P. 1929